# Manjeet (Chirojeugd)
Manjeet was een Belgisch nationaal tijdschrift voor de groepsleiding van Chirojeugd Vlaanderen.
Van april 1971 tot augustus 1982 verscheen dit tijdschrift ter ondersteuning van de groepsleider of groepsleidster en de proost, met bijdragen over de dagelijkse werking en thema's van de Chirogroepen in Vlaanderen.
Dit contactblad verscheen eerst tweemaandelijks, vanaf 1976 driemaandelijks. In 1982 ging Manjeet op in Dubbelpunt dat sinds 1976 bestond en de afdelingsleiding als doelgroep had. De verantwoordelijke uitgevers waren Arie Peeters en May Dierckx. De redactie bevond zich in Antwerpen.